# Pseudeuchromia catachroma
Pseudeuchromia catachroma är en fjärilsart som beskrevs av Schultze 1907. Pseudeuchromia catachroma ingår i släktet Pseudeuchromia och familjen mätare. Inga underarter finns listade i Catalogue of Life.